# Litauen i olympiska sommarspelen 2016
Litauen deltog med 67 deltagare vid de olympiska sommarspelen 2016 i Rio de Janeiro. Totalt vann de en silvermedalj och tre bronsmedaljer.

## Medaljer
| Medalj | Namn                                     | Sport         | Gren                    |
| ------ | ---------------------------------------- | ------------- | ----------------------- |
| Silver | Mindaugas Griškonis och Saulius Ritter   | Rodd          | Herrarnas dubbelsculler |
| Brons  | Donata Vištartaitė och Milda Valčiukaitė | Rodd          | Damernas dubbelsculler  |
| Brons  | Aurimas Lankas och Edvinas Ramanauskas   | Kanotsport    | Herrarnas K-2 200 meter |
| Brons  | Aurimas Didžbalis                        | Tyngdlyftning | Herrarnas 94 kg         |